# Brázay Kálmán
Brázay (Brazovics) Kálmán (pellérdi) (Kiskunhalas, 1839. október 16. – Pellérd, 1925. január 7.) kereskedő.
Brázay Kálmán a 19. század végének nagy ambícióval rendelkező kereskedője, aki boltját a 20. század elejére iparvállalattá és nagykereskedéssé fejlesztette. Nevéhez függő legnagyobb érdeme, hogy elterjesztette a sósborszesz használatát.

## Gyerekkora
Kiskunhalason 1839. október 16-án népes családba született: tizenegy testvére volt. A boldog élet nem hosszú ideig adatott meg a családnak. Az apa, Brazovics Brázay József a szabadságharcban katona volt, és a szabadságharc leverését követően börtönbe került, a vésztörvényszék tízéves várfogsággal sújtotta. Édesanyja, elveszítve gazdálkodó társát, kénytelen volt dobra veretni az ősi birtokot. A birtokért kapott harmincezer forintot a népes család eltartása hamar fölemésztette, így amikor az apa 1852-ben kegyelemmel kiszabadult, a szülők úgy döntöttek, a Temes vármegyei Csákóvárra költöznek, ahol maradék pénzükből, amely – a fáma szerint – alig érte el a négyezer forintot, ismét megpróbáltak földet venni s gazdálkodni.
Ugyanakkor az elszegényedett nemesi család nagyobb gyerekei - így könnyítvén a büdzsén - igyekeztek munkába állni.

## Tanulóévei
Ekkor került a tizenhárom esztendős Kálmán Temesvárra fűszeres inasnak.
A minden újra nyitott ifjú szeretett dolgozni, szorgalmát főnöke is látta, s mikor 1855-ben fölszabadult, kiváló ajánlólevéllel a zsebében indulhatott el.
Ezután Szegeden dolgozott, majd Baján, végül Pesten.
Ám az itt látottak sem elégítették ki, így még ebben az esztendőben tovább ment Bécsbe.
A császárváros üzleteit látva megértette, csak akkor tudja terveit megvalósítani, ha nyelveket tanul, s továbbképzi magát.
Kezdetben néhány krajcáros díjazásért egy apró boltban inaskodott, s szerény béréből németórákat vett. Majd, miután tökéletesen megtanult németül, az egyik legelőkelőbb üzletbe állt be. Itt rengeteget látott és tapasztalt: kitanulta a szakma fortélyait.
Nehezen összekuporgatott tőkéjéből folytatta vándorútját: megjárta Németországot, Hollandiát és Belgiumot, -mi több- 1858-ban Angliába is eljutott.
Tanulóévei alatt szerteágazó kapcsolatokat épített ki a kor legnagyobb gyarmatáru-kereskedőivel, melynek később nagy hasznát látta.
Európai tanulóéveinek befejezése után, tapasztalatokkal felvértezve 1862-ben tért vissza Pestre.
Numvári Werther Frigyes Pest, országút 25. szám alatti fűszerüzletében ismét beállt a pult mögé.
Az üzletmenet fellendítését látva 1865-ben Werther örökösei az üzlet vezetésével őt bízták meg.

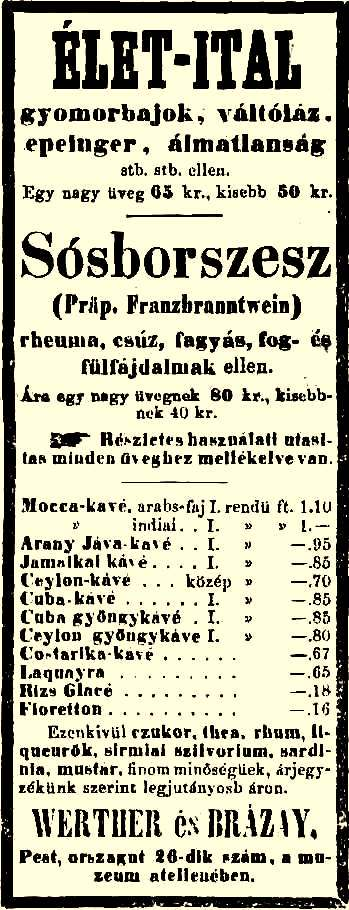
Werther és Brázay üzlet 1870.

Mikor a kiegyezés után (1867-ben) kötelezővé tették a bírósági cégbejegyzést, az elsők között szerepelt az Országúti üzlet, és Brázay Kálmán neve hamarosan országosan ismertté vált.
1868. januártól már az üzlet társtulajdonosa.
(Werther és Brázay ország ut 25. szám (ma: Múzeum körút) 1868-1869.)
(Werther és Brázay országut 26. szám 1870.)

## A kereskedő
A kereskedői pályán önálló 1871-ben lett, az Országút 39. alatt volt a fűszeráru-nagykereskedése, ezzel a legkiválóbb kereskedések egyikét alapította meg, ahol fűszert, gyarmatárukat (kávét. teát, rumot, likőröket), szörpöket és gyerektápszereket kínált.
Óriási bevételéből megvette az Országút 23. sz. alatti szerény, földszintes épületet, s helyén új, minden tekintetben pazar központot építtetett. A beruházásra a tulajdonos mintegy negyvenezer forintot szánt, ám időközben kiderült, az ugyancsak ekkortájt alapított korszerű feldolgozótelep miatt mintegy háromszorosára emelkednek a költségek. A kockázat óriási volt, ám a befektetés mégis mesésen megtérült.
A múlt század elején Brázayéknál egyébként már nem csak gyarmatárut és sósborszeszt, hanem szappant, kozmetikumokat is lehetett kapni. A termékek döntő hányadát saját maguk állították elő, de komoly mennyiségben importáltak is.

## A sósborszesz

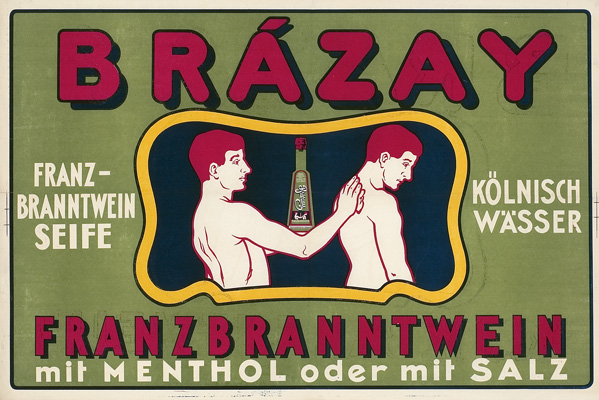
Német nyelvű Brázay sósborszesz reklám

Specialitása a nagy hirre emelkedett sósborszesz gyártása lett.
Franciaországi tanulmányai alatt ismerkedett meg ezzel a termékkel Brázay Kálmán. Sós vizet kevertek pálinkához, majd illatosították. Elsősorban a fáradtság ellen volt hatásos, de fertőtlenítőként is alkalmazták.

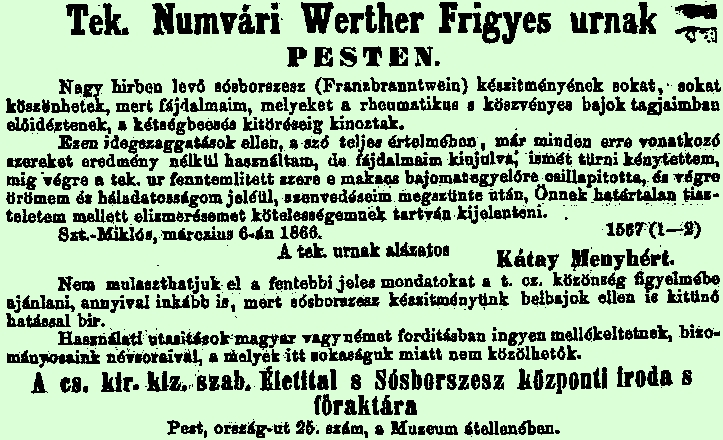
Numvári Werther Frigyes cége, 1868

A sósborszesz már évtizedekkel korábban elengedhetetlen kelléke volt a magyar háztartásoknak,
Thék Mór a Városház uccában már 1858-ban,
Werther Frigyes vegyész-technikus –ki a berlini Dr. Hermbstadt vegyészet-tanár tanítványa volt- 1863-tól gyártott sós-borszesz elnevezésű terméket, azonban ezek összetételét nem ismerjük. Werther szerint a feltalálója William Lae, kinek az erről írt «Selbst-Arzt» c. könyvét fordította le (Pest, 1866).
Brázay -Werther receptjét továbbfejlesztve- gyártott sósborszeszt: a finomszeszbe olajokat, aromákat kevert, s ezt hígította sós vízzel.
Csodaszere - mely bedörzsölés útján frissített, de a fájdalmat is enyhítette, reumatikus panaszokra, fejfájásra és fertőtlenítésre, korpaképződés ellen és fog tisztítására is használták - óriási sikert aratott, hamarosan háziszerré vált, minden vegyeskereskedés és drogéria polcain jelen volt, a legkisebb falusi szatócsboltban is árulták.
Elterjedéséhez a gyér orvosi ellátás és a kozmetikai készítmények hiánya legalább annyira hozzájárult, mint a Brázay által folytatott látványos reklámhadjárat.
Népszerűségét jól mutatja akadt olyan hónap, mikor nem tudtak belőle eleget gyártani.

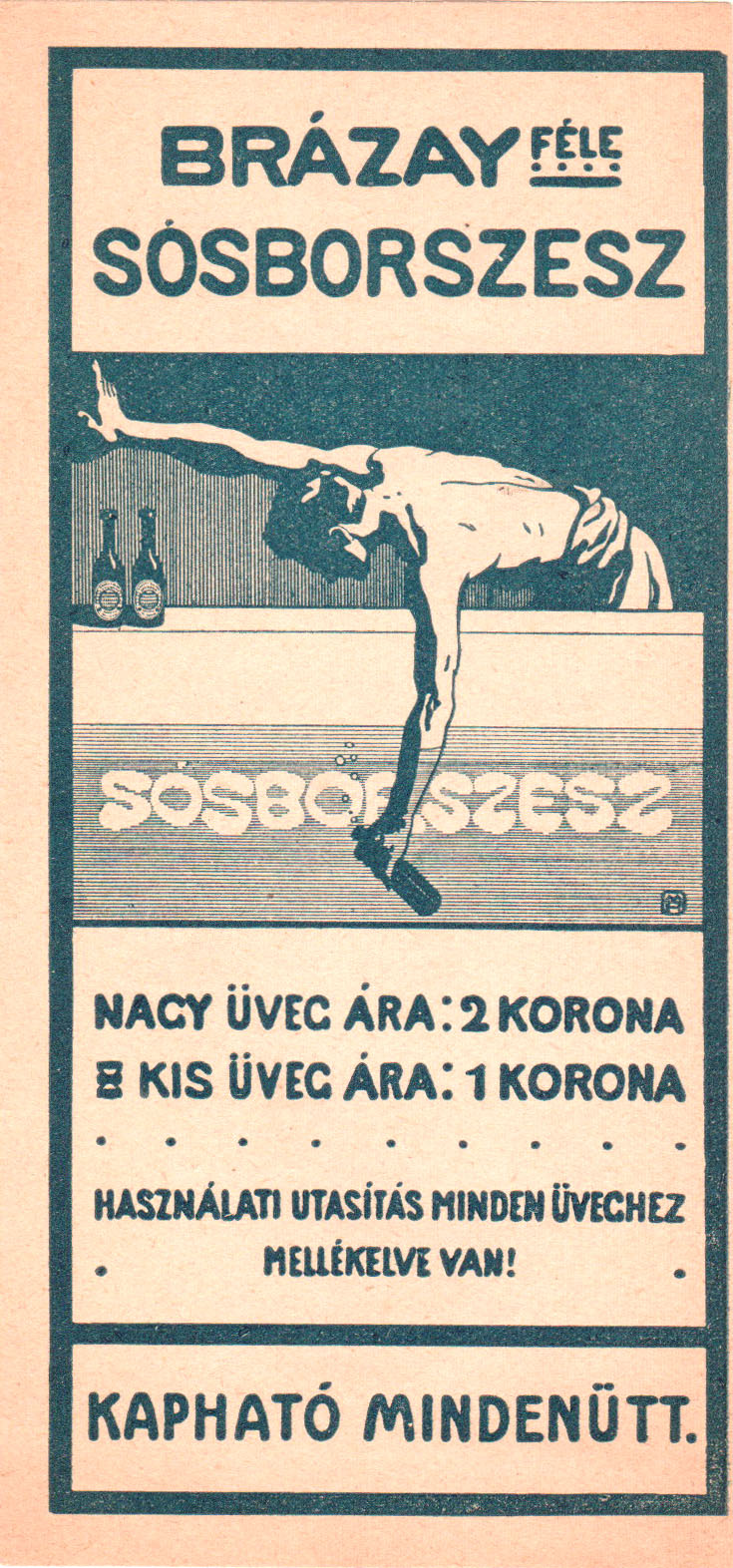
Mosonyi-Pfeiffer Helmannn tervezte számolócédula

A Brázay Kálmán-féle sósborszesz még az száműzetésben élő Kossuth Lajoshoz is eljutott.
Az agg politikus két ízben köszönte meg az ajándékba kapott sósborszeszt (köszönő levelei Brázay Kálmán közlésében megjelentek az akkori lapokban), s egyeben kifejtette, a nedű nem csak fájdalmas reumájának tett jót, de gyengülő szemeit is új életre keltette.
A termék reklámozói között egyébként ott szerepelt Jókai Mór, Mikszáth Kálmán, Benedek Elek és Molnár Ferenc is, kik hol versben, hol egy-egy novellában népszerűsítették a „kiválónak tartott csodaszert”.
(A hajdani számlák szerint 1897-ben egy kilogramm glicerin 1, ötven kilogramm káli-lúg szappan 11,30, kétszáz gramm szóda 8, száz csomag kénes gyufa 60, húsz dekagramm fémpaszta 1,40, míg három doboz kék üveggolyó 7,50 koronába került.
A vállalkozás legnagyobb bevételi forrása a sósborszesz volt, 0,99-1,50 koronát kellett érte fizetni.
A haszon minden egyes terméken filléres nagyságrendű volt - kivéve az utóbbi cikket, melyen üvegenként fél Koronát keresett a feltaláló-tulajdonos.)
A csodaszer gyártása másoknak is megtetszett, így Brázay 1897. után már csak egyedi, névvel-címerrel ellátott üvegben kínálta e termékét.
A sósborszesz népszerűsítésére több újságban hirdetett, grafikusokkal terveztetett számolócédulákat és plakátokat. Brázay-sósborszesz plakátpályázatán 1899-ben Mosonyi-Pfeiffer Helmannn és Sándor Béla képzőművészek nyertek díjat.

## A gyáros
Budafokon az úgynevezett Brázay-gyár területe a XIX. század végén még beépítetlen volt. Föllendítéséhez a gyártelepítés nagymértékben hozzájárult. Az ide épített két gyárépület hasonló méretű magasföldszintes ház volt. Az egyszerű architektúrájú épületek sivárságát oldotta a homlokzatok függőleges falsávokkal való tagolása.
Brázay a század végén vegyi üzemében már Menta-szeszt, különféle szappanokat (Salvus, Bálvány, Családi, Márvány, Tojás, Cocus és Mandula szappanok), fogkrémet (Kalogén), kölnivizeket, krémeket, púdereket (Najád) is gyártott.
De gondolt az állattartókra is: A Brázay Kincsem-fluidot a szarvasmarhák, lovak és kutyák gyógykezelésére használták eredményesen.
A környék 1915-ben felértékelődött, mivel akkorra a terület megközelítése is rendeződött.
(Miután a cég 1926-ban a fővárosba költözött, a gyár területét felajánlotta Budafok rendezett tanácsú városnak. A település vezetősége úgy döntött, hogy a házak átépítéséből alakítja ki a városháza épületét, melynek tervezésével Bathó Lajost bízták meg. Bathó tervei szerint a két épületre azonos magasságú és architektúrájú emeletet húztak, s a volt gyár budafoki fióktelepének épületeit is beillesztették a készülő városházába. Az összekötő keresztszárny tornyokkal szegélyezett magastetős, középpontjába pedig a közgyűlési terem került. Az 1929-ben megválasztott közgyűlés már itt tartotta első ülését, s a helyi képviselő-testület tanácskozásainak ma is a díszterem ad otthont. A szecessziós, erdélyi elemeket tartalmazó építményt 1993-ban műemlékké nyilvánították.)
Sósborszeszét az 1930-as években -köszönhetően a nagy méretű reklámkampánynak- kiszorította az Erényi-féle Diana sósborszesz.

## A közéleti szereplő
Mint nagykereskedő részt vesz a közéletben, főleg az ipar- és kereskedelmi közügyek terén való közreműködésével, a budapesti ker. és iparkamara tagja.
Nagybirtokos s virilista Pellérden (Brázay-kastély: Pellérd, Baranya megye).
Érdemeiért megkapta a Ferenc József-rend lovagja címet, és nemesi előnévvel is kitüntették, az üzlettől 1900-ban vonult vissza.
Ferenc József császár, (aki nem mellékesen az ő édesapját is börtönbe juttatta) 1901-ben egy hadgyakorlat alatt elfogadta meghívását, és egész udvarával, külföldi államokból érkezett kíséretével együtt Brázay pellérdi kastélyéban szállt meg
1925-ben, 86 esztendős korában hunyt el.

## Utóda
Az üzletet fia, Zoltán (1875-1951) vette át.
Az ifjú mindenben apja nyomdokain haladt, s megszervezte a Dél- és Észak-amerikai, Japán és indiai árusítást is. A cég erejét mutatja, hogy azt az első világháború sem tudta tönkretenni.
Egy idő után Brázay Zoltán úgy határozott, a kiskereskedést átengedi sógorának, s ő maga csak a vegyipari részleget tartja meg magának. A vállalkozás végül a második világháború után az államosítással szűnt meg. (Brázay Sósborszesz Kft, 1945.)